# Gezi-Park

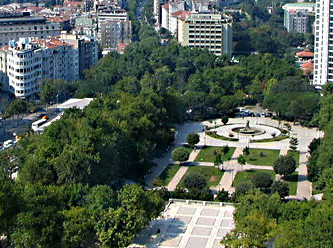
Der Gezi-Park

Der Gezi-Park (Gezi bedeutet so viel wie "Spaziergang") ist ein ca. 3,8 ha großer städtischer Park in der Kommune Beyoğlu in Istanbul neben dem zentralen Taksim-Platz. Der nördliche Teil umfasst den sogenannten historischen Park "Taksim Bahçesi", welcher mit der Fertigstellung 1869 der erste öffentliche Park der damaligen osmanischen Hauptstadt Istanbuls war. Die Neugestaltung und Erweiterung zur heutigen Grünanlage geht auf einen Entwurf des Architekten Henri Prost von Ende der 1930er Jahre zurück.
Der Park zählt zu den wenigen innerstädtischen Grünflächen Istanbuls. Die Verhinderung seiner Bebauung wurde im Sommer 2013 Ausgangspunkt einer landesweiten Protestbewegung.

## Geschichte
Bis in die 1930er-Jahre handelte es sich bei dem Gelände um ein Gebiet, das am nordöstlichen Rand der ehemaligen Altstadt Konstantinopels im damaligen Stadtteil Pangaltı lag. Im nördlichen Bereich des heutigen Parkgeländes befand sich ursprünglich ein baumbestandener Garten (auf der Karte als Taxim Baghtghessi bezeichnet), östlich ein seit dem Ende des 19. Jahrhunderts nicht mehr genutzter muslimischer Friedhof (Plan genéral 1922, Felder F–G/11–12), genannt Ayaspaşa Mezarlığı. Der ebenfalls nicht mehr genutzte armenische Friedhof im Stadtteil Pangaltı, auf der nebenstehenden Karte als (Ermeni) Mezarlighi bezeichnet, befand sich nicht im Bereich der von Prost geplanten Grünanlagen, vielmehr sollten an dieser Stelle Gebäude entstehen (Prost Parc 2). Ein neuer Friedhof für die armenische Gemeinde existierte im Stadtteil Şişli.

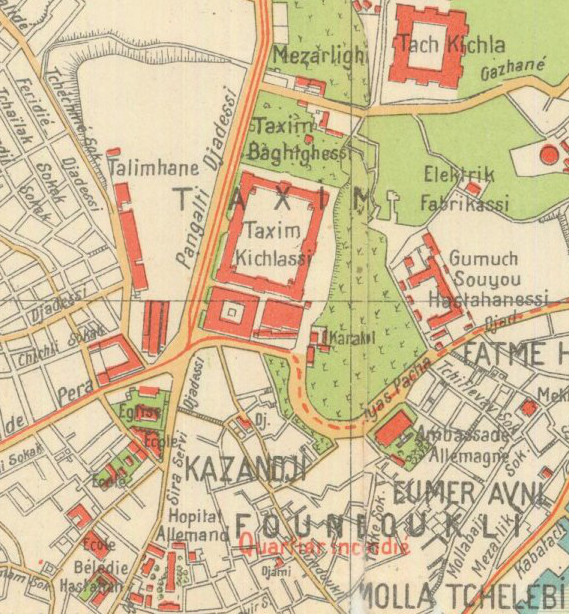
Situation vor der Umgestaltung durch Henri Prost (1922)

1936 hatte der türkische Präsident, Mustafa Kemal Atatürk, den französischen Architekten und Stadtplaner Henri Prost in die Türkei eingeladen und ihn mit dem Generalplan für Istanbul beauftragt. Im Rahmen von Prosts Planungen entstand auch ein Entwurf für eine größere Grünanlage, die das Areal des heutigen Parks einschloss. Mit der Schaffung des Taksim-Platzes und der sich anschließenden İnönü-Esplanade sollte ein städtebaulich herausragender Ort entstehen. Der Gouverneur und Bürgermeister Lütfi Kırdar ordnete in Übereinstimmung mit Prosts Entwürfen den Abbruch der 1806 erbauten und seit 1921 als Taksim-Stadion genutzten Topçu-Kaserne (Halil Paşa Topçu Kışlası) an, auf dem nebenstehenden historischen Stadtplan Taxim Kichlassi genannt. Die Kaserne war ein rechteckiger, vierflügeliger Bau mit bastionsartigen Eckgebäuden; der Komplex umschloss einen platzartigen Innenhof und bedeckte eine Fläche von knapp drei Hektar.
Nach Beseitigung dieser Bauten war eine ebene Freifläche entstanden, die sich für einen formalen Garten (im französischen Stil) eignete. Es wurden Baumreihen gepflanzt, Beete angelegt und Sitzbänke aufgestellt. Im ergänzenden Gegensatz dazu beließ Prost das Gelände des Taksim Bahçesi („Taksim-Garten“), auf dem nebenstehenden historischen Stadtplan Taxim Baghtghessi genannt, in einem landschaftlichen Stil mit Bäumen und Büschen.
Die Esplanade wurde bereits 1942 eröffnet, der Park bis 1947 fertiggestellt und unter dem Namen İnönü Park (zu Ehren des zweiten Präsidenten İsmet İnönü) der Öffentlichkeit übergeben. Prosts ursprünglicher Plan (Prost Parc 2) hatte eine umfangreichere Parkanlage vorgesehen, die sich in nordöstlicher Richtung erstrecken sollte. Sie wurde jedoch nicht verwirklicht, vielmehr wurden in den Folgejahren nach und nach zahlreiche Gebäude errichtet. Schließlich verblieb der heute als Gezi-Park bezeichnete Bereich. Die Grünanlage, die mehrfach umgestaltet wurde, blieb ein wichtiges, wenn auch kleines Erholungsgebiet.

### Proteste gegen Überbauung 2013
Der Gezi-Park wurde im Mai 2013 Ausgangspunkt landesweiter Proteste, in denen sich eine allgemeine Unzufriedenheit mit der türkischen Regierung ausdrückte. Anlass waren die Pläne zur Bebauung des Parks, die als Teil einer fortgesetzten Umweltzerstörung (insbesondere Rodungen im Großraum Istanbul) zugunsten der wirtschaftlichen Entwicklung aufgefasst wurde.
Bereits am 16. September 2011 hatte die Beyoğlu-Kommune die weitere Überbauung des Gartens beschlossen. Im Mai 2013 entschied die türkische Regierung, das Parkgelände zur Errichtung eines Einkaufszentrums zu nutzen. Das geplante Gebäude sollte durch eine Nachbildung eines Fassadenteils der Topçu-Kaserne ein historisierendes Äußeres in osmanischer Anmutung erhalten. Am 27. Mai 2013 stellte sich ein Mann einem Bagger entgegen, einen Tag später begannen Proteste gegen das angekündigte Bauvorhaben, das die endgültige Zerstörung des Parks bedeutet hätte.
Die Demonstrationen der Parkschützer fanden starken Zulauf und weiteten sich nach dem Versuch der Niederschlagung durch die Polizei Ende Mai 2013 zu einer landesweiten Protestwelle gegen die Politik der türkischen Regierung aus. Die Grünanlage wurde vom 15. auf den 16. Juni 2013 von der Polizei unter Anwendung von Gewalt geräumt.
Anfang Juli 2013 wurde bekannt, dass das Verwaltungsgericht Istanbul den Bebauungsplan für den Park bereits im Juni verweigerte. Das Gericht folgte einem Antrag der Istanbuler Architektenkammer. Eine weitere Begründung war, dass die Bewohner über das Vorhaben nicht ausreichend informiert gewesen seien. Eine Begehung des seit dem 15. Juni abgesperrten Parks am 6. Juli 2013 durch Demonstranten wurde von Sicherheitskräften gewaltsam verhindert (NZZ 155).
Am 20. Juli kam es wiederum zu Auseinandersetzungen zwischen Demonstranten und der Polizei. Anlass war diesmal der Aufruf zu einer Hochzeit eines Paares, das sich während der Proteste kennengelernt hatte. Aufgrund von behördlichen Einschüchterungen nahm die Zahl der Demonstranten Ende Juli offenbar ab. Der Park wurde im weiteren Verlauf bei Anzeichen regierungskritischer Proteste wiederholt kurzerhand gesperrt.

### Bauankündigung Juni 2016
Am 18. Juni 2016 kündigte Staatspräsident Erdoğan an, er werde das 2013 so umstrittene Bauprojekt nun doch verwirklichen lassen. Im Juli 2015 hatte der türkische Verwaltungsgerichtshof alle vorher ergangenen Gerichtsurteile aufgehoben, mit denen das Bauprojekt gestoppt worden war.

## Gestalt und Bestandteile
Der ursprünglich symmetrisch gegliederte Park besteht heute aus dem größeren, Taksim Gezi Park genannten Teil mit rechteckigem Grundriss und einer kleineren Anlage im Nordwesten, Nachfolgerin des Taksim Bahçesi. Die südwestliche Fläche ist ebenso überbaut wie der nordöstliche Teil, auf dem in den 1940er Jahren ein von Rüknettin Güney entworfenes Kasino (Taksim Belediye Gazinosu) stand, das später dem Hochhaus des Ceylan Intercontinental Hotel weichen musste. Die schmale Südkante grenzt an den Taksim-Platz.
Der mittlere Bereich des verbliebenen Hauptteils des Parks ist durch ein Gartenparterre geprägt, an das sich nördlich ein quadratischer Platz anschließt, in dessen Mitte ein Rondell mit dem runden Wasserbecken des Springbrunnens liegt. Ein weiterer Springbrunnen ist der kleinere Delphinbrunnen mit einem quadratischen Wasserbecken. Die Seitenbereiche des Parks weisen dichten Baumbestand auf, darunter befinden sich noch einige Bäume aus der Gründungszeit des Gartens (Alter etwa 70 Jahre).

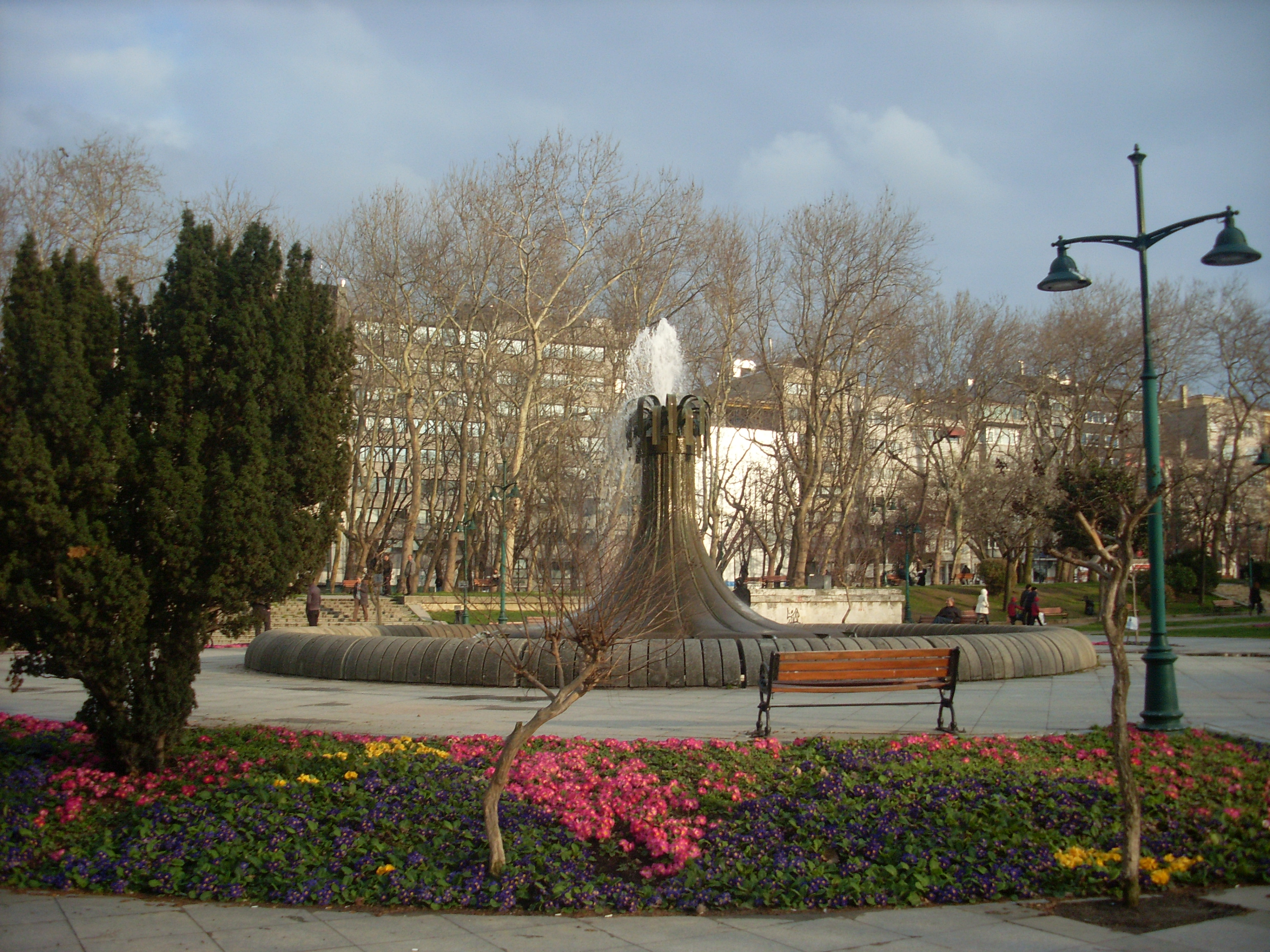
Springbrunnen des Gezi-Parks im März 2013

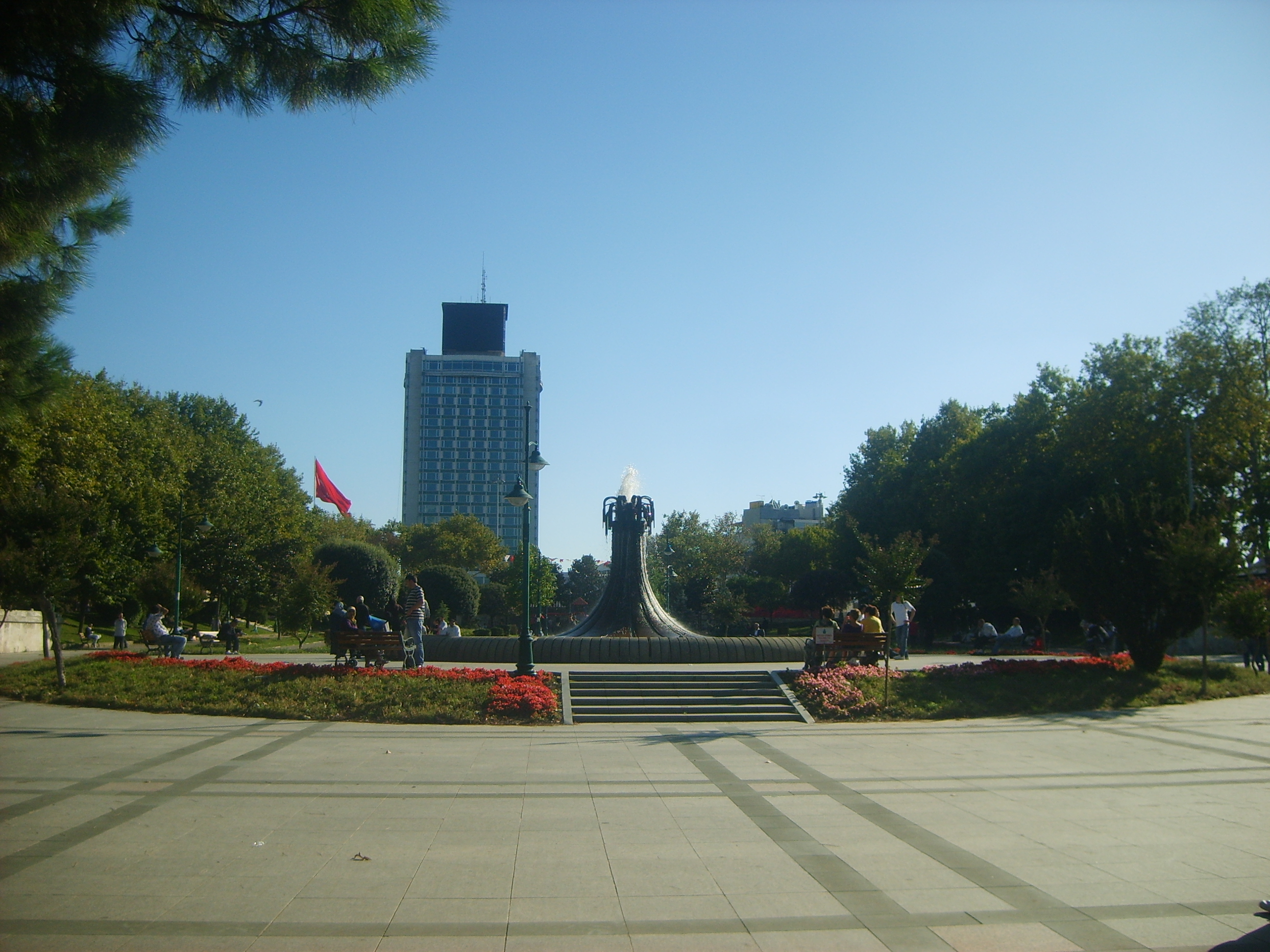
Blick auf Park und Springbrunnen